# Banifandou II
Banifandou II (auch: Banifandou 2, Bani Fandou 2, Bani Fandou II) ist ein Stadtviertel (französisch: quartier) im Arrondissement Niamey III der Stadt Niamey in Niger.

## Geographie

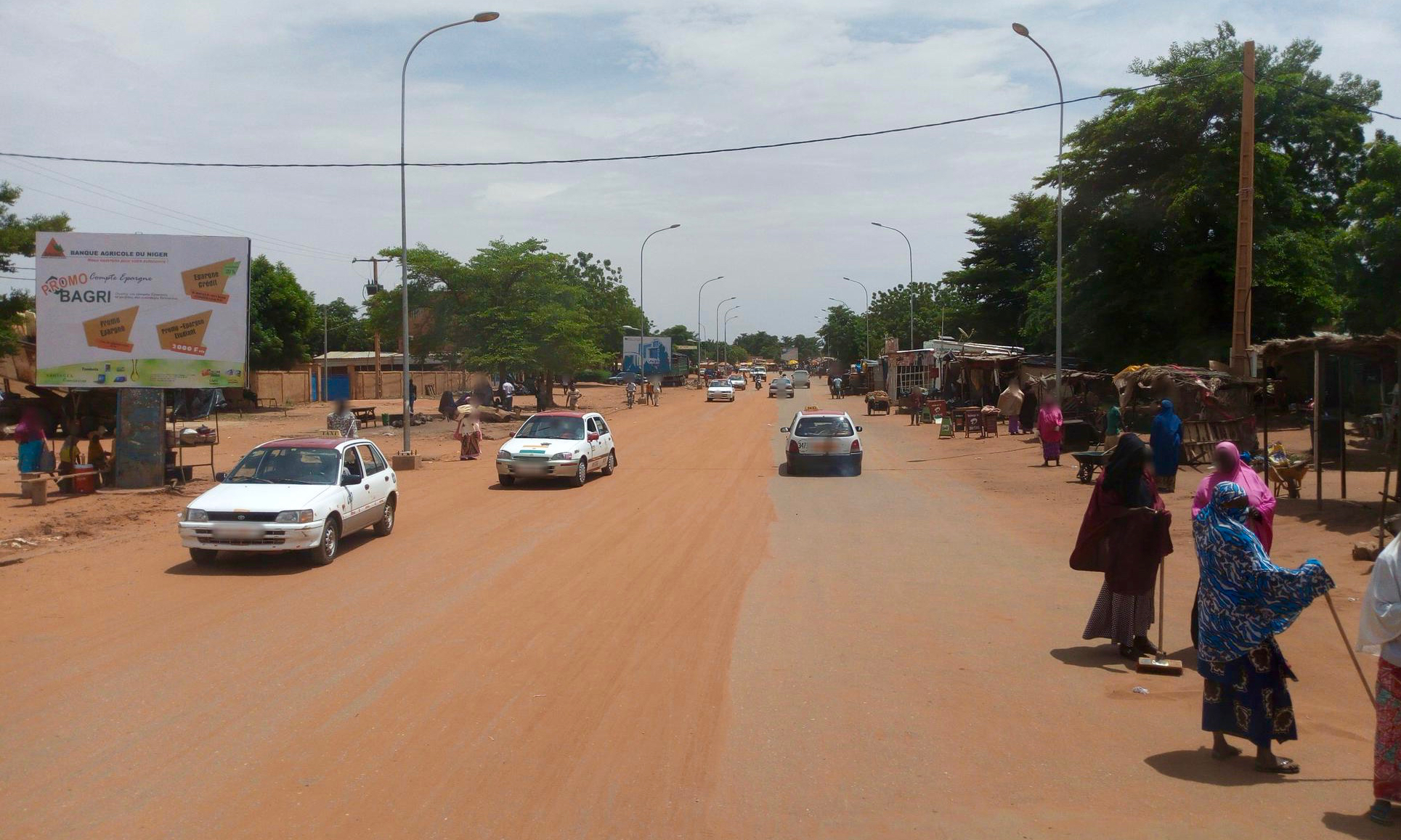
Die Avenue des Aménokal bildet die Grenze zwischen den Stadtvierteln Banifandou II, hier auf der linken Seite, und Route Filingué, hier auf der rechten Seite (2018)

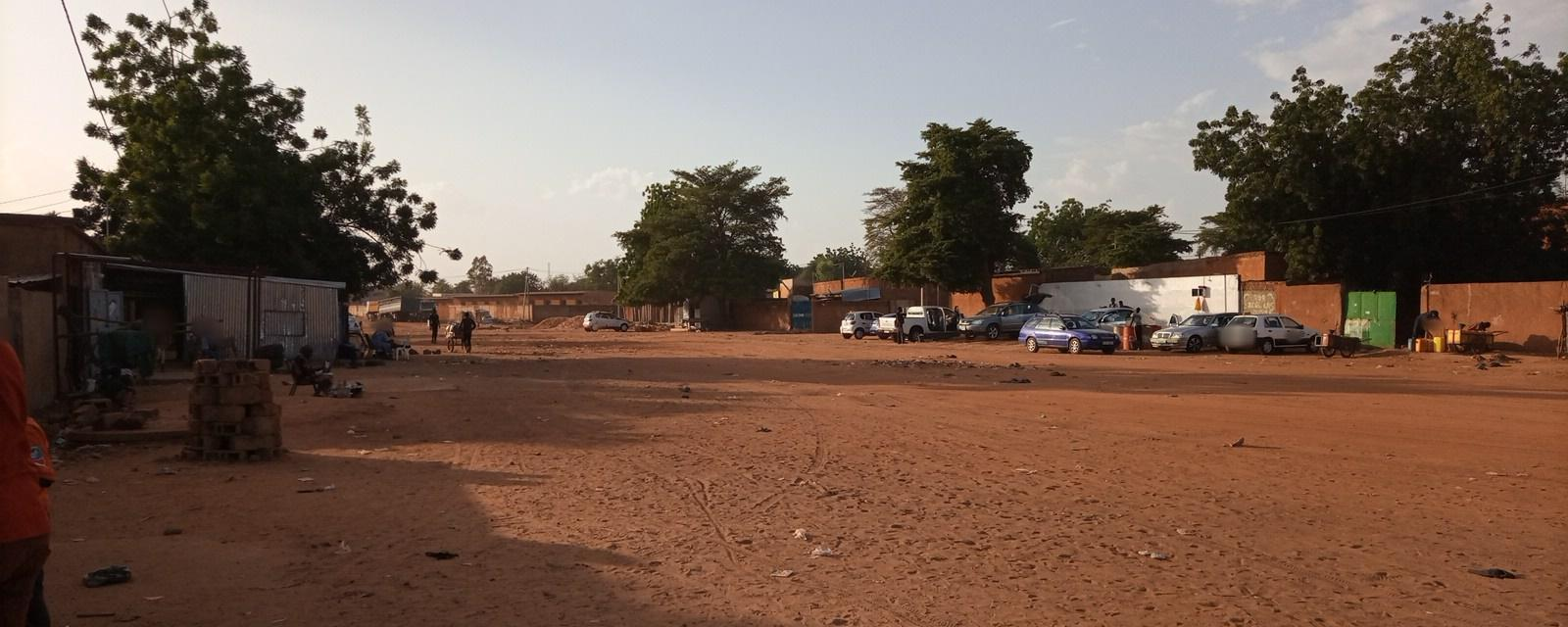
Blick vom Stadtviertel Couronne Nord über den Boulevard Issa Korombé auf Banifandou II (2020)

Banifandou II befindet sich im Osten des urbanen Gemeindegebiets. Östlich des Stadtviertels erstreckt sich der Grüngürtel von Niamey. Die angrenzenden Stadtviertel sind Route Filingué im Südosten, Bandabari und Couronne Nord im Südwesten, Banifandou I im Westen sowie Cité Caisse und Banizoumbou II im Norden. Banifandou II liegt wie der gesamte Nordosten von Niamey in einem Tafelland mit einer weniger als 2,5 Meter tiefen Sandschicht, wodurch nur eine begrenzte Einsickerung möglich ist. Nur in einem kleinen südlichen Abschnitt von Banifandou II erreicht die Sandschicht eine Tiefe von mehr als 2,5 Metern.
Das Standardschema für Straßennamen in Banifandou II ist Rue BF 1, wobei auf das französische Rue für Straße das Kürzel BF für Banifandou und zuletzt eine Nummer folgt. Dies geht auf ein Projekt zur Straßenbenennung in Niamey aus dem Jahr 2002 zurück, bei dem die Stadt in 44 Zonen mit jeweils eigenen Buchstabenkürzeln eingeteilt wurde. Dem Standardschema Rue BF 1 folgen auch die Straßennamen in den Stadtvierteln Banifandou I und Cité Caisse.

## Geschichte
Das Stadtviertel Banifandou II entstand wie eine Reihe weiterer neuer Stadtviertel in den 1980er Jahren, einem Jahrzehnt mit besonders starkem Bevölkerungswachstum in Niamey.

## Bevölkerung
Bei der Volkszählung 2012 hatte Banifandou II 16.880 Einwohner, die in 2599 Haushalten lebten. Bei der Volkszählung 2001 betrug die Einwohnerzahl 36.798 in 5803 Haushalten.

## Infrastruktur
Der Marché Bonkaney ist ein 3,5 Hektar großer, in einem Wäldchen gelegener Markt in Banifandou II. Er entstand 2002 aus einer Lagerstätte für Gemüse aus der Peripherie der Stadt und dient in erster Linie der Versorgung der Bevölkerung des Stadtviertels. Die Mittelschule Collège d’enseignement général 11 (CEG 11) besteht seit dem Jahr 1981 und die Mittelschule Collège d’enseignement général 24 Mahamane Ousmane (CEG 24 Mahamane Ousmane) seit dem Jahr 1999. Die Berufsschule Centre Technique Wangari (CT Wangari) bietet Lehrgänge zu Bau, Handel, Elektrik und Management an.